# Bedekaspel
Bedekaspel ist seit der Gemeindegebietsreform vom 1. Juli 1972 ein Ortsteil der Gemeinde Südbrookmerland im Landkreis Aurich in Ostfriesland und besteht aus den Ortschaften Bedekaspel (Dorf), Bedekaspeler Marsch und Wochenendsiedlung. Historisch sind noch Biesterfeld, Drenhusen, Mudderpott, Sande, Finkenburgshof, Hof, Sunke Marum und Warf zu nennen. Ortsvorsteherin ist seit dem 1. November 2016 Helga Gloger (SPD).

## Lage und Gebiet
Bedekaspel ist eine Haufensiedlung. Sie liegt östlich des Großen Meeres (Nordteil), die Wochenendsiedlung an dessen Nordufer und die Bedekaspeler Marsch westlich dieses großen Flachsees, etwa zehn Kilometer nordöstlich von Emden. Insgesamt bedeckt die Gemarkung eine Fläche von 9,31 Quadratkilometern, die auf Höhen von bis zu 0,4 Metern ansteigen. Bedekaspel entstand größtenteils auf Gley-Podsol-Böden, im Westen grenzt ein Gebiet mit Erd-Niedermoor und im Süden mit Erd-Hochmoor an.

## Geschichte

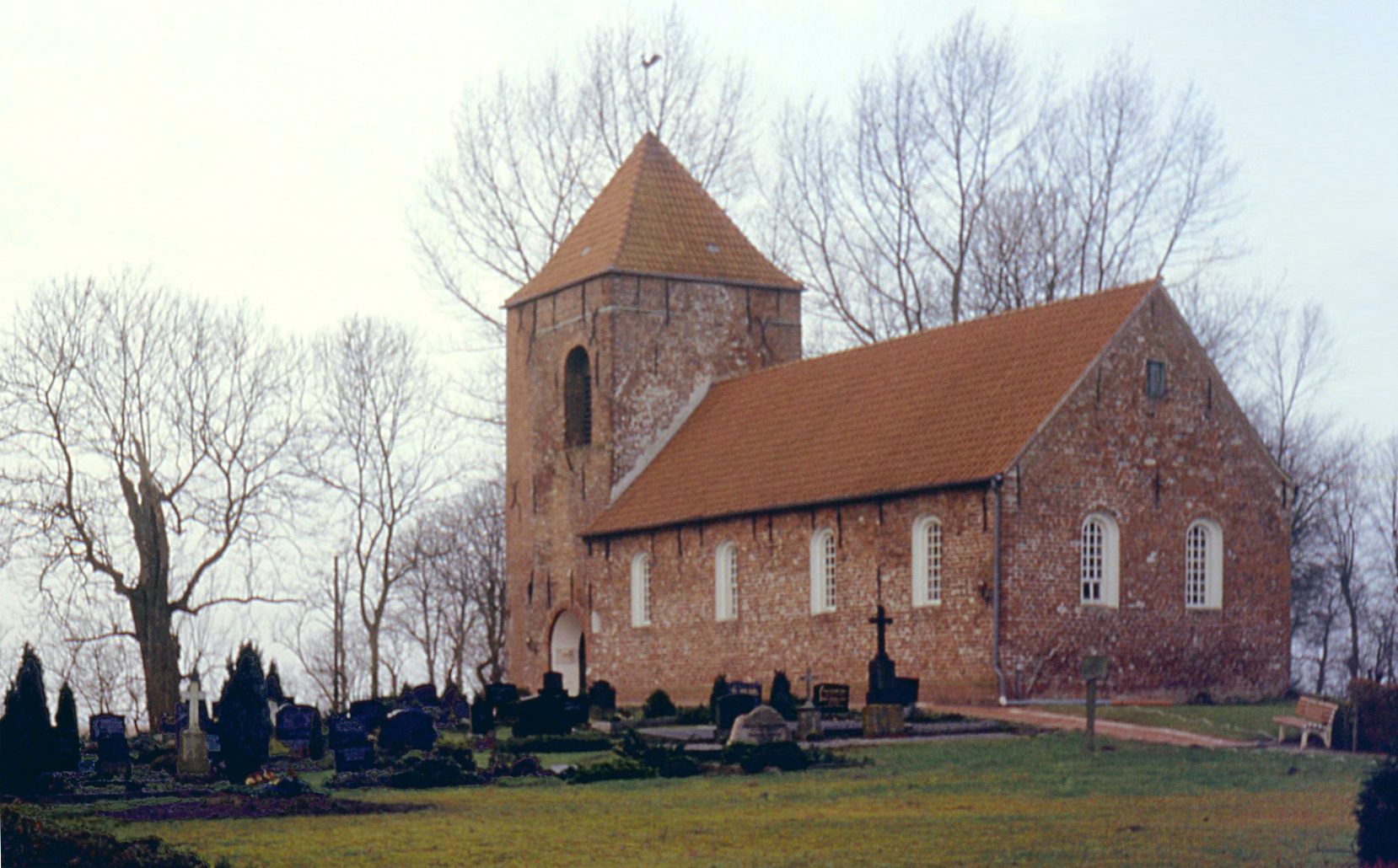
Kirche und Friedhof von Bedekaspel

Bedekaspel wurde im 13. Jahrhundert noch Lopessumwalde, in den Münsterschen Pfarrregistern des 15. Jahrhunderts aber bereits Betekerke genannt, was dem heutigen Bedekaspel entspricht. Der Name ist möglicherweise eine Zusammensetzung der altfriesischen Begriffe bēte (= Buße) und kerke (= Kirche). Demnach bedeutet der Ortsname ursprünglich Buß-Kirche. Wahrscheinlich wurde der Namensbestandteil kerke durch den mittelniederdeutschen Begriff kaspel (=Kirchspiel) ersetzt, nachdem das Dorf zu einem Kirchspiel herangewachsen war.
Eine weitere Version der Namensgebung basiert auf dem Hintergrund, dass es früher einmal zwei Kirchen gegeben haben soll. Die Übersetzung aus dem Plattdeutschen lautet: Bede (für beide) und Kaspel (für Kirchspiel) also beide Kirchspiele.
Während der Weihnachtsflut 1717 wurde die aus dem 13. Jahrhundert stammende Bedekaspeler Kirche so schwer beschädigt, dass sie – bis auf den Turm – abgetragen und neu errichtet werden musste.

## Wirtschaft
Neben der Landwirtschaft ist heute der Fremdenverkehr für den Ort von hoher wirtschaftlicher Bedeutung. In der Hauptsaison kann sich die „Einwohnerzahl“ des Streudorfes bei annähernder Vollbelegung der Wochenendhäuser, Ferienhäuser, Wohnwagen- und Campingplätze auf fast 3000 Menschen vervielfachen.